# 末次哲雄
末次 哲雄（すえつぐ てつお、1939年2月13日 - ）は、日本の実業家。
日本モリブデン化学工業株式会社専務、株式会社大阪造船所常務、日本工材株式会社取締役、株式会社コーザイ社長、タイホー工業株式会社副会長、株式会社タイホーコーザイ副会長などを歴任した。

## 概要
大阪造船所グループ傘下の日本モリブデン化学工業に入社し、のちに中核企業である大阪造船所にて常務など要職を務めた。その後、コーザイの社長やタイホー工業の副会長を務め、両社が経営統合してからも副会長を務めた。

## 来歴

### 生い立ち
1939年（昭和14年）2月13日に生まれた。太平洋戦争の戦火の中を生き抜き、1961年（昭和36年）4月、日本モリブデン化学工業に入社した。

### 実業家として
1975年（昭和50年）11月、日本モリブデン化学工業の取締役の一人として名を連ねた。その後、1981（昭和56年）12月、日本モリブデン化学工業の取締役として常務に就任した。1988年（昭和63年）12月には専務に昇任した。その後、日本モリブデン化学工業は大阪造船所に吸収合併されることになったことから、以降は大阪造船所にて勤務することとなった。1993年（平成5年）4月、大阪造船所にて取締役の一人に名を連ねるとともに、常務に就任した。同時に、かつての日本モリブデン化学工業の業務を受け継いだニチモリ事業部において、事業部長を兼務することになった。1997（平成9年）6月からは、日本工材の取締役も兼任することになった。
その後、日本工材はコーザイに改組されたが、1999年（平成11年）1月よりコーザイの代表権を持つ取締役として副社長を務めることになった。2004年（平成16年）5月にはコーザイの代表権を持つ取締役のまま社長に昇任した。2005年（平成17年）4月、代表権を持った取締役のまま会長に退いた。
2006年（平成18年）4月よりタイホー工業の顧問となった。同年6月、タイホー工業の取締役となり副会長に就任した。同年、タイホー工業はコーザイを吸収合併し、タイホーコーザイとなった。

## 略歴
- 1939年 - 誕生[1]。
- 1961年 - 日本モリブデン化学工業入社[1]。
- 1975年 - 日本モリブデン化学工業取締役[1]。
- 1981年 - 日本モリブデン化学工業常務[1]。
- 1988年 - 日本モリブデン化学工業専務[1]。
- 1993年 - 大阪造船所常務[1]。
- 1993年 - 大阪造船所ニチモリ事業部事業部長[1]。
- 1997年 - 日本工材取締役[1]。
- 1999年 - コーザイ副社長[1]。
- 2004年 - コーザイ社長[1]。
- 2005年 - コーザイ会長[1]。
- 2006年 - タイホー工業顧問[1]。
- 2006年 - タイホー工業副会長[1]。
- 2006年 - タイホーコーザイ副会長。

### 註釈
1. ↑  日本モリブデン化学工業株式会社は、1993年に株式会社大阪造船所に吸収合併された。
2. ↑  株式会社大阪造船所は、2000年に株式会社ダイゾーに改組された。
3. ↑  日本工材株式会社は、1990年代に株式会社コーザイに改組された。
4. ↑  株式会社コーザイは、2006年にタイホー工業株式会社に吸収合併された。
5. ↑  タイホー工業株式会社は、2006年に株式会社タイホーコーザイに改組された。
6. ↑  株式会社タイホーコーザイは、2016年に株式会社イチネンケミカルズに改組された。